# 安龙堡乡
安龙堡乡，是中华人民共和国云南省楚雄彝族自治州双柏县下辖的一个乡镇级行政单位。

## 行政区划
安龙堡乡下辖以下地区：
安龙堡村、柏家河村、他宜龙村、新街村、法念村、说全村、六纳村和青香树村。